# Evangelisch-lutherische Kirche (Londorf)

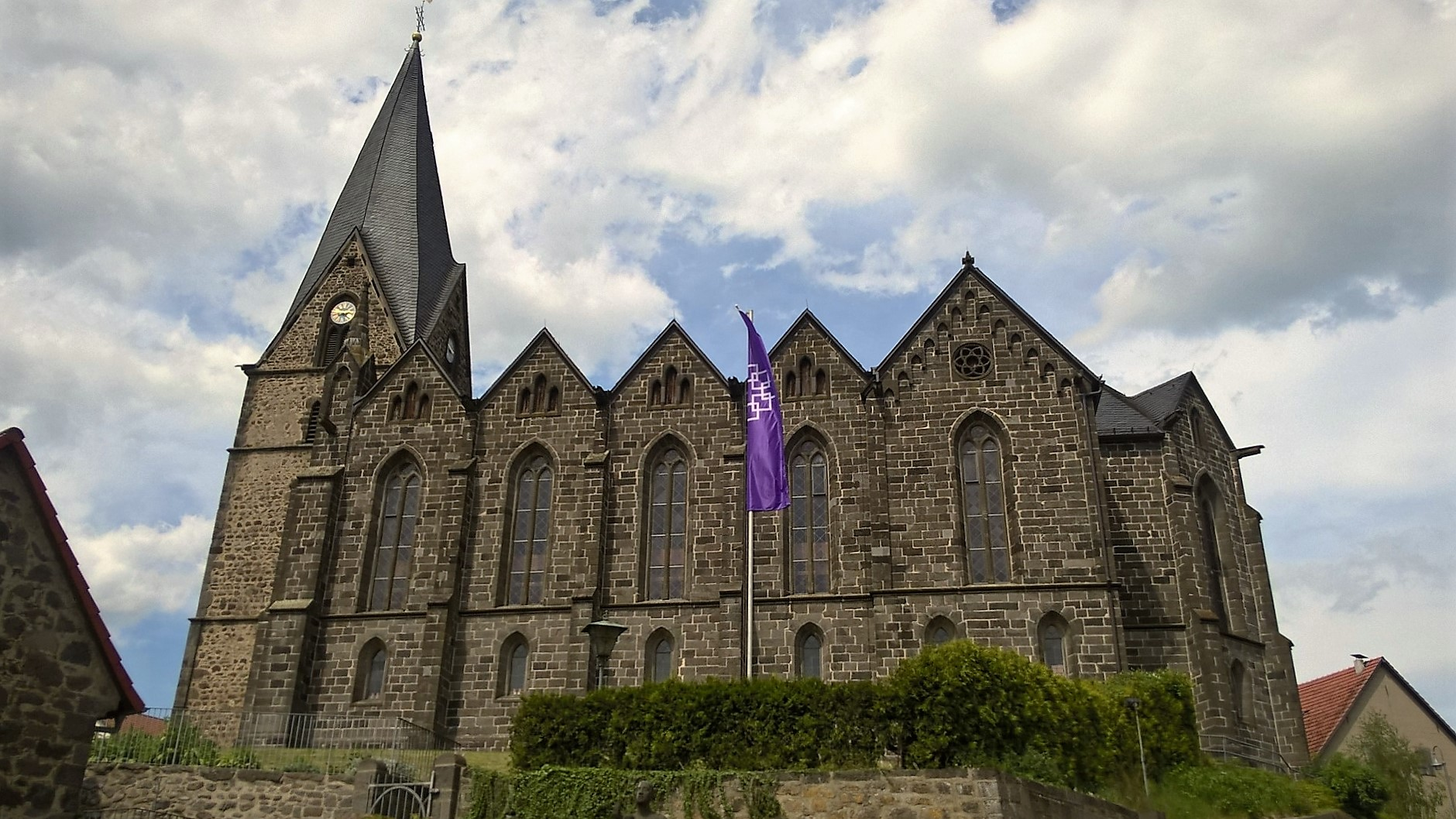
Kirche von der Südseite

Die Evangelisch-lutherische Kirche in Londorf (sprich: Lonn-dorf), einem Ortsteil der Gemeinde Rabenau im Landkreis Gießen (Hessen), ist eine dreischiffige neugotische Hallenkirche mit einem Westturm des 13. Jahrhunderts. Sie wurde von 1861 bis 1864 nach den Plänen von Kreisbaumeister Carl Wilhelm Chr. Dieffenbach errichtet. Das landläufig als „Dom der Rabenau“ bezeichnete Gebäude beherrscht das Ortsbild und ist hessisches Kulturdenkmal.

## Geschichte

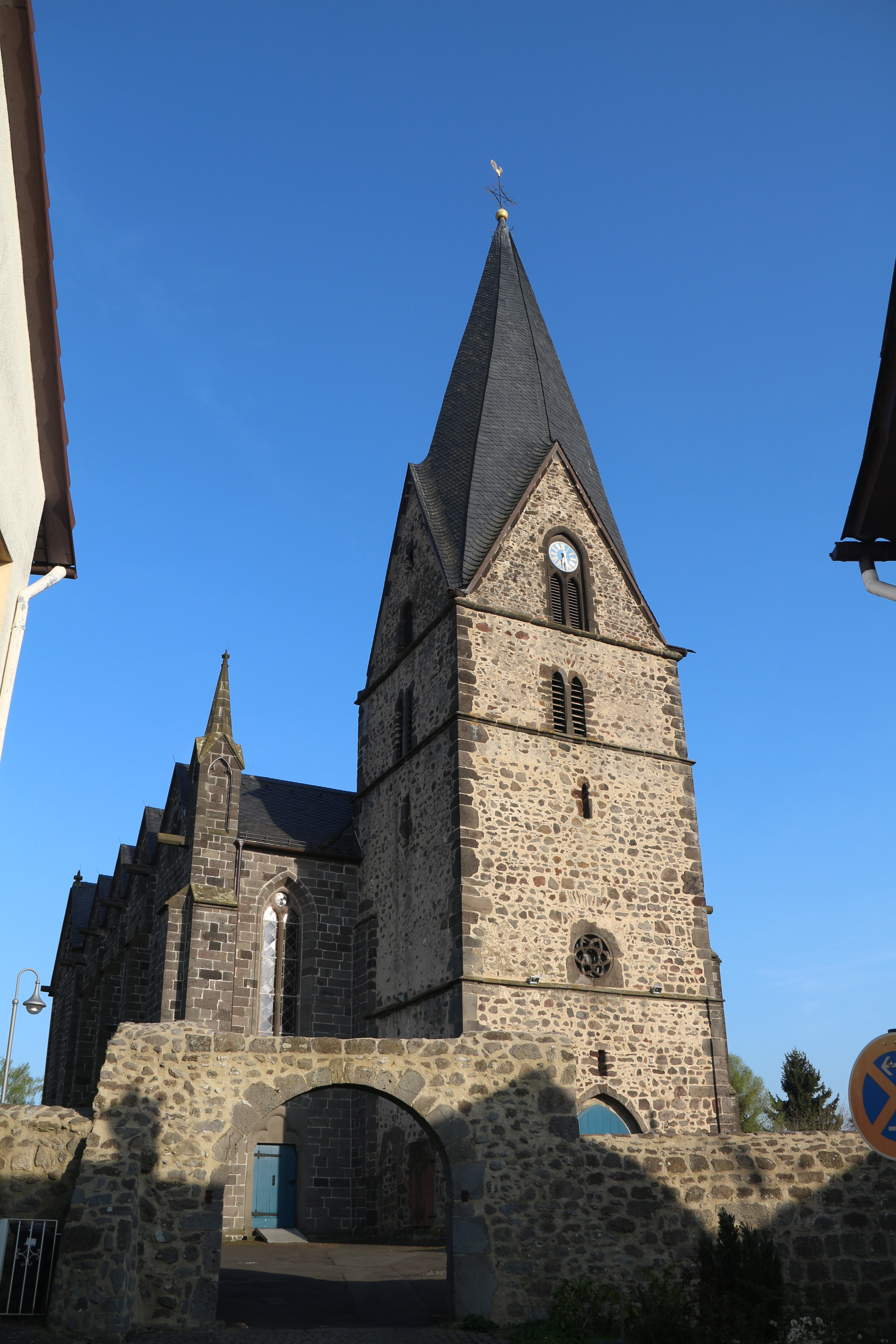
Kirchturm des 13. Jh.s von Nordwest. Im Vordergrund das Portal in der Wehrmauer

Bei Grabungsarbeiten (2022) wurden Reste einer Taufkapelle aus dem 8. Jh. gefunden. Für das Jahr 1226 ist ein Pleban namens Sybodo nachgewiesen, was die Existenz einer Kirche voraussetzt. Im 13. Jahrhundert wurde eine einschiffige Kirche mit Querschiff, eingezogenem Rechteckchor und Westturm errichtet, die in dem kreuzförmigen Grundriss der Kirche von Großen-Buseck ähnelte. Chor und Querhaus hatten bei gleicher Firsthöhe höhere Mauern als das Langhaus. Londorf war im 13. Jahrhundert Sitz einer Großpfarreri („Sedes“). Bis 1323 war Möllenbach zu Londorf eingepfarrt; 1365 wurde dieser Ort aufgehoben. Kirchlich gehörte Londorf im ausgehenden Mittelalter zum Diakonat Amöneburg im Archidiakonat St. Stephan im Bistum Mainz. Mit Einführung der Reformation wechselte Londorf zum evangelischen Bekenntnis. Erster lutherischer Pastor war Dietrich Stengel, der von 1530 (1542) bis 1575 in der Gemeinde wirkte und zeitweise die Pfarrei Winnerod mit versorgte. 1577 waren die Orte Allertshausen, Climbach, Geilshausen, Kesselbach, Odenhausen, Rüddingshausen und Weitershain eingepfarrt. Im Jahr 1619 schloss sich die Kirchengemeinde dem reformierten Bekenntnis an, um 1624 entsprechend dem Grundsatz cuius regio, eius religio wieder zum lutherischen zurückzukehren.
Eine Erweiterung um zwei Seitenschiffe soll im Jahr 1517 erfolgt sein. 1575 erfolgte eine Renovierung, nach der Zerstörung des Kircheninneren im Dreißigjährigen Krieg eine Wiederherstellung im Jahr 1667 und eine weitere Renovierung 1780. Der südliche Querarm wurde 1837 neu aufgeführt.
Die abgängige mittelalterliche Kirche, deren Mauern durch nachträglich eingebaute schwere Gewölbe verkrümmt waren, wurde 1857/58 abgerissen und wich einem Neubau nach den Plänen von Kreisbaumeister Carl Wilhelm Christian Dieffenbach. Als Vorbild diente der ottonische Paderborner Dom. Mit den Erdarbeiten wurde am 16. April 1860 begonnen. Am 1. Juli 1860 erfolgte die Grundsteinlegung und am 4. September 1864 die Einweihung.
In den Jahren 2005/2006 erfolgte eine umfassende Restaurierung der gesamten Kirche, die eine Sanierung der Dachstühle und des Mauerwerks sowie eine Innensanierung umfasste.
Eine aufwendige Sanierung der Außenanlagen erfolgte 2022, daher ist der Zugang nun behindertengerecht.
Die Kirchengemeinde, die zum Dekanat Gießener Land in der Propstei Oberhessen der Evangelischen Kirche in Hessen und Nassau gehört, umfasst 2041 Mitglieder (Stand: 2022). Neben Londorf mit Kesselbach gehören zum Kirchspiel die Gemeinden Allertshausen und Climbach.

## Architektur

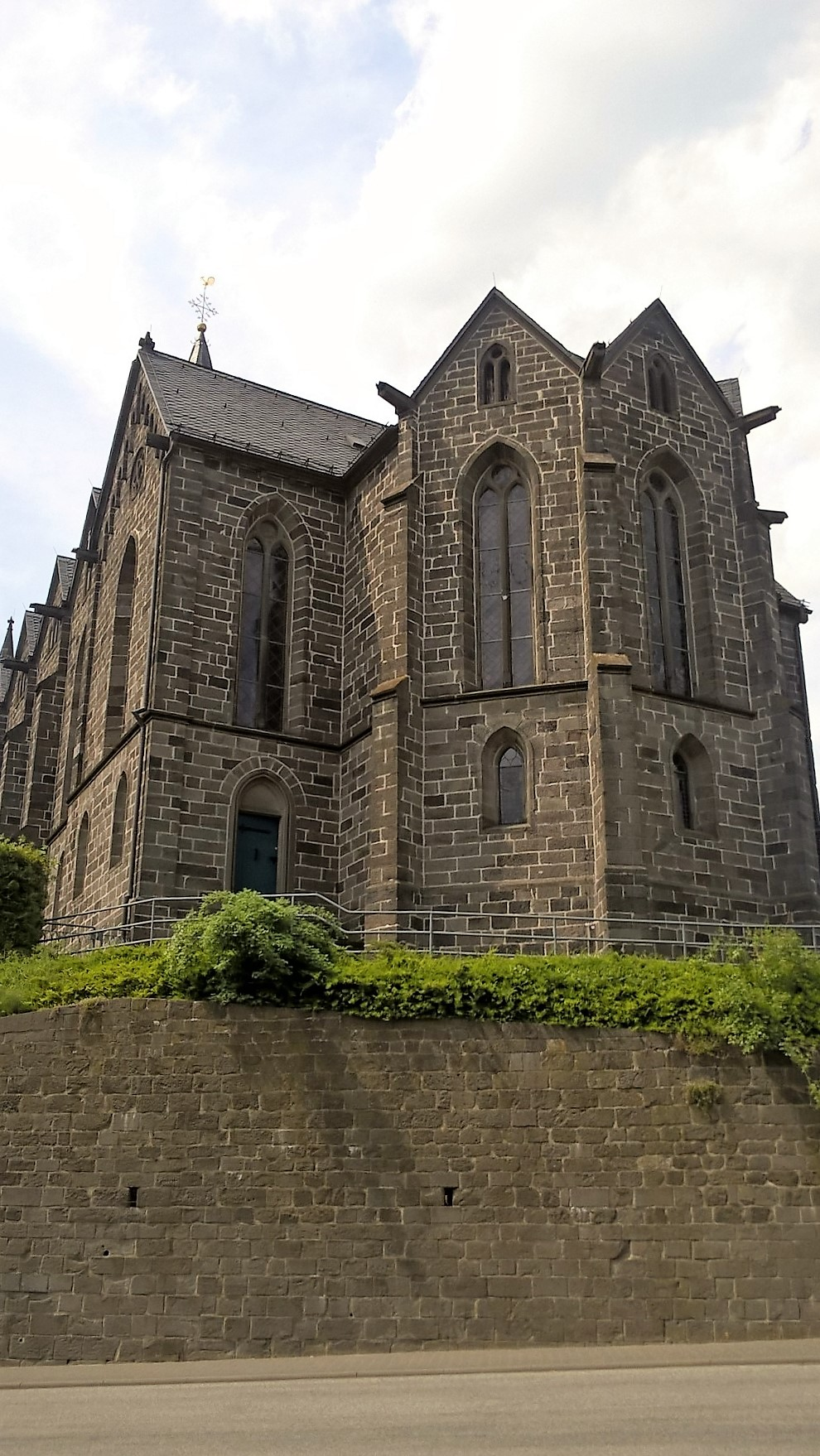
Chor von der Südost

Die in etwa geostete Kirche ist im Süden des alten Ortskerns errichtet. Als Baumaterial diente Bruchsteinmauerwerk aus Basalt, für die Gewände und Gliederungen fand die hiesige Londorfer Basaltlava (Lungstein) Verwendung. Der früher wehrhaft ummauerte, nahezu kreisrunde Kirchhof wird durch ein großes Portal von 1773 erschlossen. Die dreischiffige Hallenkirche von 1864 hat einen 5/8-Chorabschluss im Osten und einen mittelalterlichen Westturm.
Der frühgotische Kirchturm auf quadratischem Grundriss stammt wahrscheinlich aus der Zeit um 1200, spätestens aus der zweiten Hälfte des 13. Jahrhunderts. Er wird durch zwei Gesimse in drei unterschiedlich hohe Geschosse gegliedert, die Eckquaderung aufweisen und sich nach oben leicht verjüngen. Über vier Steingiebeln erhebt sich ein achtseitiger Spitzhelm, der eine Höhe von 38 Metern erreicht. Die Giebelfenster datieren von 1859. Das Erdgeschoss hat Ecklisenen, die in den Obergeschossen nicht fortgesetzt werden. Nur an der Ostseite reichen Lisenen bis in halbe Höhe. Die Turmhalle war ursprünglich nach Westen offen und hatte ein Kreuzrippengewölbe, dessen Konsolen erhalten sind. Das große Westportal (1,84 Meter × 2,67 Meter) ist spitzbogig und hat abgestufte Gewände, die kleinen, heute vermauerten Portale an der Nord- und Südseite (0,93 Meter × 2,10 Meter) haben Kleeblattbogen.
Über den Portalen sind kleine rechteckige schießschartenartige Öffnungen eingelassen. Im ersten Obergeschoss weist die innere Ostseite eine große rundbogige Nische auf. Die beiden Untergeschosse haben in der Nord- und Südseite Schlitzfenster, von denen eines an der Nordseite ein spitzbogiges Gewände hat. Im ersten Geschoss ist über dem Portal eine Rose mit sechs Spitzbögen eingelassen. Das Obergeschoss (Glockengeschoss) hat an allen Seiten gekuppelte Spitzbogenfenster, der nördliche Giebel ein Rundbogenfenster mit Ziffernblatt und die anderen drei Giebel gekuppelte Fenster und Zifferblätter in spitzbogiger Blende.
Das Mittelschiff hat vier Joche und wird durch je vier mächtige Steinsäulen von den Seitenschiffen getrennt. Die Joche und Chorwände sind außen übergiebelt. Jedes Seitenschiff hat vier kleine Querdächer, denen im Osten ein größeres folgt, das auf ein Querhaus hinweist. Die drei Mittelwände des Chors haben Spitzgiebel. Ein durchlaufendes Gesims gliedert Kirche und Chor in zwei Zonen. Kleine Fenster im unteren und große Spitzbogenfenster im oberen Bereich belichten den Innenraum. Das Innere hat Rundbögen, Spitzbögen und Kreuzgratgewölbe.

## Ausstattung
Die Steinsäulen zwischen den Schiffen beziehen die dreiseitig umlaufende Empore ein. Im vermeintlichen Querhaus sind Treppen und die Patronatslogen untergebracht. Die Westempore dient als Aufstellungsort für die Orgel.
Der Altar aus Lungstein ist um drei Stufen erhöht. Das zwölfseitige gotische Taufbecken ist ebenfalls aus Lungstein gefertigt. Die polygonale hölzerne Kanzel auf schlanker Säule und der geschnitzte Schalldeckel sind im Stil der Neugotik gestaltet. Dem Kruzifix aus Lindenholz fehlte der rechte Arm und die Zehen, die Restaurierung erfolgte 1965.

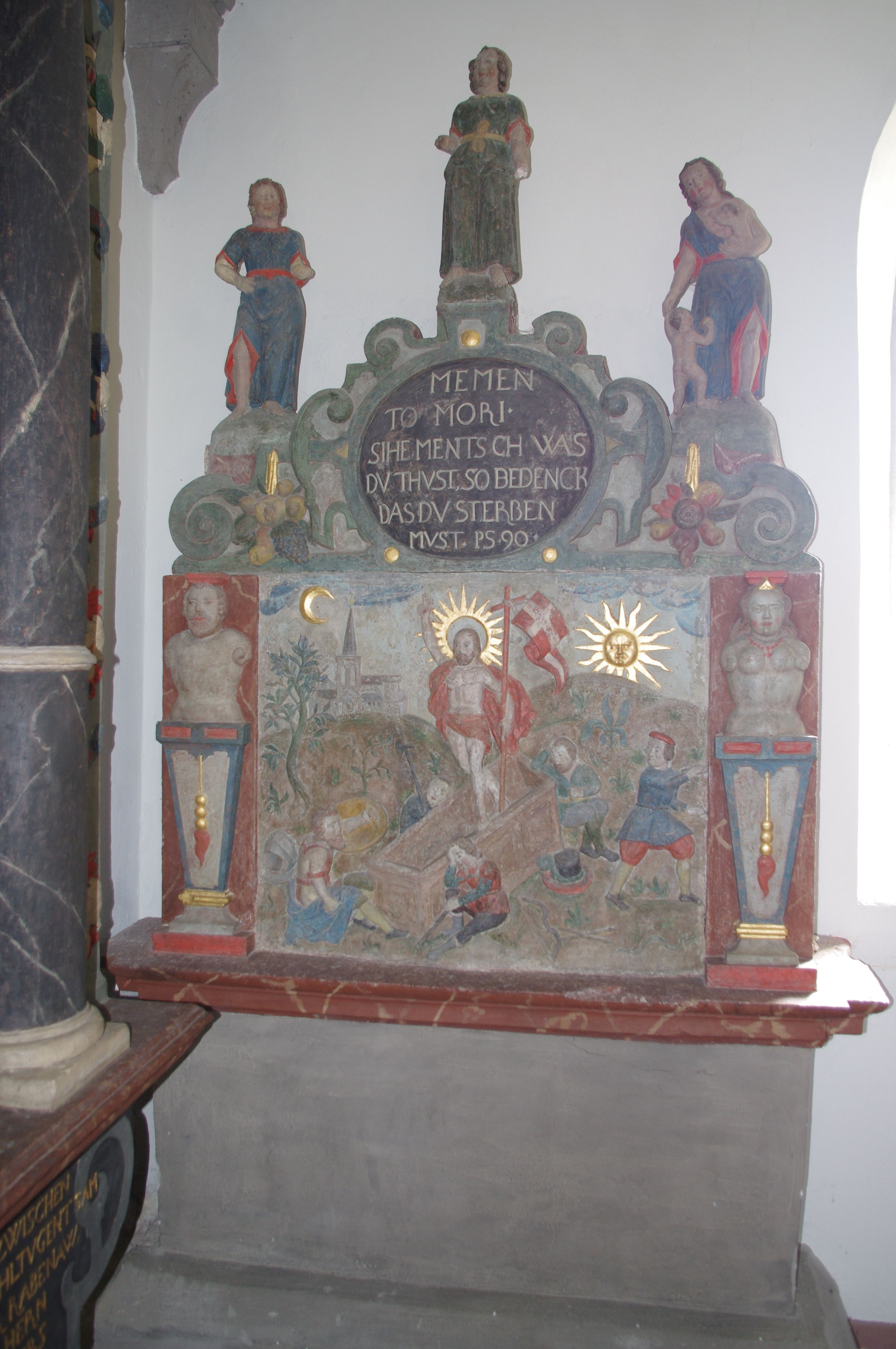
Grabstein (Südseite)

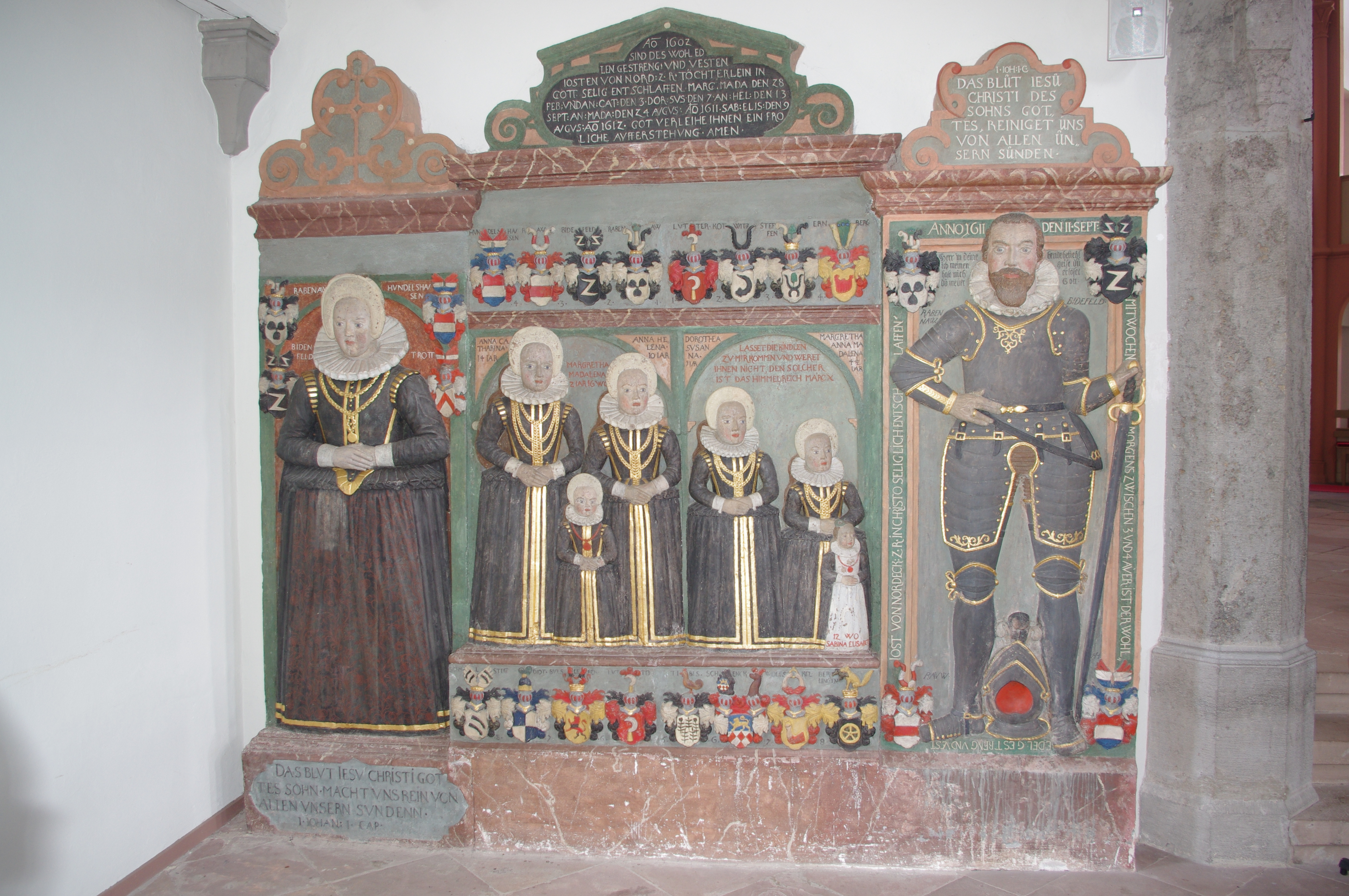
Grabmal (Nordseite)

In der Kirche sind neun Grabdenkmäler und Grabsteine für Angehörige der Familie Nordeck zur Rabenau aus der Vorgängerkirche aufgestellt. Johann († 1561) kniet in voller Ritterrüstung vor dem Gekreuzigten (1,33 Meter × 2,20 Meter). Katharina Sophia († 1591) wird auf einem Grabstein mit einem Kind auf einer Sandsteinplatte mit bekrönendem Halbkreis dargestellt. Hermann († 1613) steht lebensgroß in voller Rüstung mit seiner Frau Anna von Biedenfeld († 1597) auf einem Doppelgrabmal zwischen ionischen Säulen von Wappen umgeben über einem Sockel mit Inschrift. Jost († 1611), seine Frau Elisabeth geb. von Lutter († 1597) und seine sechs an der Pest gestorbenen Töchter (vier † 1602, eine † 1611 und eine † 1612) werden auf drei Steinen als Flachrelief dargestellt. Zwei Grabsteine aus Sandstein und ein Lungstein sowie zwei halbe Grabsteine aus Lungstein im Chor sind zum großen Teil unleserlich. Der Grabstein für Georg Adolph (1655–1714) bei der Kanzel hat eine reich gestaltete Umrahmung im Sil des Barock. Ein Grabstein erinnert an Familienmitglieder der von Rabenau, die 1809, 1811 und 1829 starben.

## Orgel

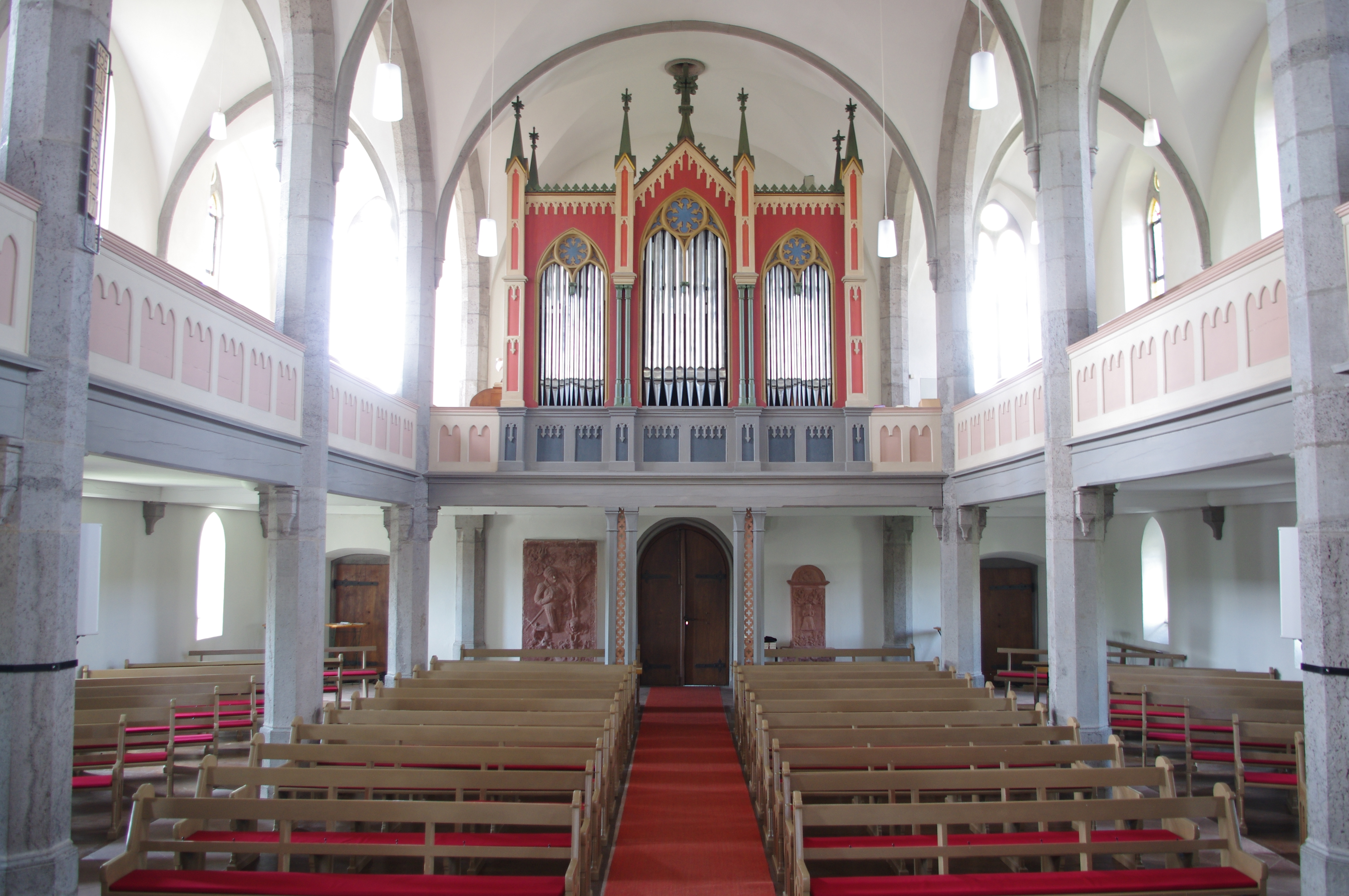
Link-Orgel von 1911

Im Jahr 1738 baute Johann Conrad Wagner aus Allendorf (Lumda) eine erste Orgel mit elf Registern. Nach Abriss des alten Langhauses wurde sie für fl. 70 an Beltershausen (Ebsdorfergrund) verkauft. Für die neue Kirche schuf der Treisbacher Orgelbauer Peter Dickel im Jahr 1866 für fl. 2750 ein neues Werk mit 20 Registern. Johann Georg Förster reparierte das Instrument am 26./27. Mai 1893. Auf der Westempore steht seit 1911 eine Orgel der Gebr. Link, die einige Register von Dickel einbezieht. Das Instrument verfügt über pneumatische Kegelladen und 22 Register, die sich auf zwei Manuale und Pedal verteilen. Jedes Manualwerk hat eine leere Registerkanzelle, die zur Aufnahme eines weiteren Registers vorbereitet ist. Das neugotische Gehäuse wird durch drei spitzbogige Pfeifenfelder geprägt, die oben mit einer Rosette abschließen.  Das Mittelfeld hat einen Dreiecksgiebel, die Seitenfelder haben einen geraden Abschluss und Eckpilaster. Im unteren Bereich werden die Pfeifenfelder durch schlanke Doppelsäulen gegliedert, deren Konsolen in Pilaster übergehen, die von Türmchen mit Kreuzblumen bekrönt werden. Die Disposition lautet wie folgt:
| I Manual C–g3 |           |       |
| 1.            | Bourdon   | 16′   |
| 2.            | Principal | 8′    |
| 3.            | Hohlflöte | 8′    |
| 4.            | Gamba     | 8′    |
| 5.            | Gedeckt   | 8′    |
| 6.            | Dolce     | 8′    |
| 7.            | Oktav     | 4′    |
| 8.            | Rohrflöte | 4′    |
| 9.            | Oktav     | 2′    |
| 10.           | Mixtur IV | 2 ⁄3′ |

| II Manual C–g3 |                 |    |
| 11.            | Geigenprincipal | 8′ |
| 12.            | Flauto dolce    | 8′ |
| 13.            | Lieblichgedeckt | 8′ |
| 14.            | Salicional      | 8′ |
| 15.            | Voix Céleste    | 8′ |
| 16.            | Flöte           | 4′ |
| 17.            | Gemshorn        | 4′ |

| Pedal C–f1 |              |     |
| 18.        | Principalbaß | 16′ |
| 19.        | Violonbaß    | 16′ |
| 20.        | Subbaß       | 16′ |
| 21.        | Cellobaß     | 8′  |
| 22.        | Gedacktbaß   | 8′  |

- Koppeln:
  - Normalkoppeln: II/I, I/P, II/P
  - Superoktavkoppeln: II/I

## Geläut

Glocke Nr. 2 von 1337

Das Glockengeschoss beherbergt ein Vierergeläut. Das Läutemotiv ist ein ausgefüllter Dur-Akkord. Schon in der Mitte des 17. Jahrhunderts verfügte die Kirche über vier Glocken. Die älteste („Appel“ genannt) war bemalt und wurde 1917 für Rüstungszwecke abgeliefert. Eine weitere Glocke musste im Zweiten Weltkrieg abgetreten werden. Beide wurden in den 1950er Jahren ersetzt.
| Nr. | Gussjahr | Gießer, Gussort     | Durchmesser (mm) | Schlagton (HT-1/16) | Inschrift                                                                     |
| 1   | 1953     | Gebr. Rincker, Sinn |                  | fis1 −8             | „Ich ruf zur Ewigkeit – Ich juble Fried und Freud – Ich löse Lust und Leid“   |
| 2   | 1337     | anonym              |                  | gis1 −6             | „LVCAS + MARCVS + MATHEVS + IOHAMNES + ANNA + VOCATVR + MCCCXXXVII“           |
| 3   | 1564     | Jörg Kloppel        |                  | ais1 −9             | „SANCTA · MARIA · HEISSE · ICH · JORG · KLOPPEL · GOSSE · MICH 1 · 5 · 6 · 4“ |
| 4   | 1957     | Gebr. Rincker, Sinn |                  | cis2 −7             | „Ehre sei Gott in der Höhe und Friede auf Erden“                              |